# Väinämöinen (pansarskepp)
Väinämöinen var ett pansarskepp och systerfartyg till den finländska flottans flaggskepp Ilmarinen. De båda fartygen är uppkallade efter Väinämöinen och Ilmarinen, två av huvudkaraktärerna i det finländska nationaleposet Kalevala.
Pansarskeppet Väinämöinen byggdes på Crichton-Vulcans varv i Åbo och färdigställdes år 1932. I likhet med systerfartyget Ilmarinen var även Väinämöinen tänkt som ett mobilt kustartillerifort, bland annat ämnat för försvaret av det demilitariserade Åland. De två fartygen lämpade sig dock dåligt för operationer på öppet hav. Efter att ha deltagit i både vinterkriget och fortsättningskriget överlämnades fartyget 1947 som krigsskadestånd till Sovjetunionen och skrotades åren kring 1968.

## Utformning
Det största problemet för klassen var att skeppen var instabila och rullade för mycket. Kölens minimala djup, tillsammans med den höga eldledningsmasten, gjorde rullningen långsam och bred. Det sades att de var obekväma, men inte farliga för sin besättning. Med fartygets grova beväpning – Boforskanonerna om 25,4 cm – kunde man skjuta 255 kg tunga granater 31 km.
I fråga om eldledningen var Väinämöinen utrustad på samma sätt som Ilmarinen. Eldledningen och kanontornens riktningsanordningar var ihopkopplade elektriskt, så värdena och kommandona kunde utföras utan talkontakt. Med hjälp av mekanisk beräkningsapparatur överfördes värdena direkt till kanontornen.

## Tjänstgöring

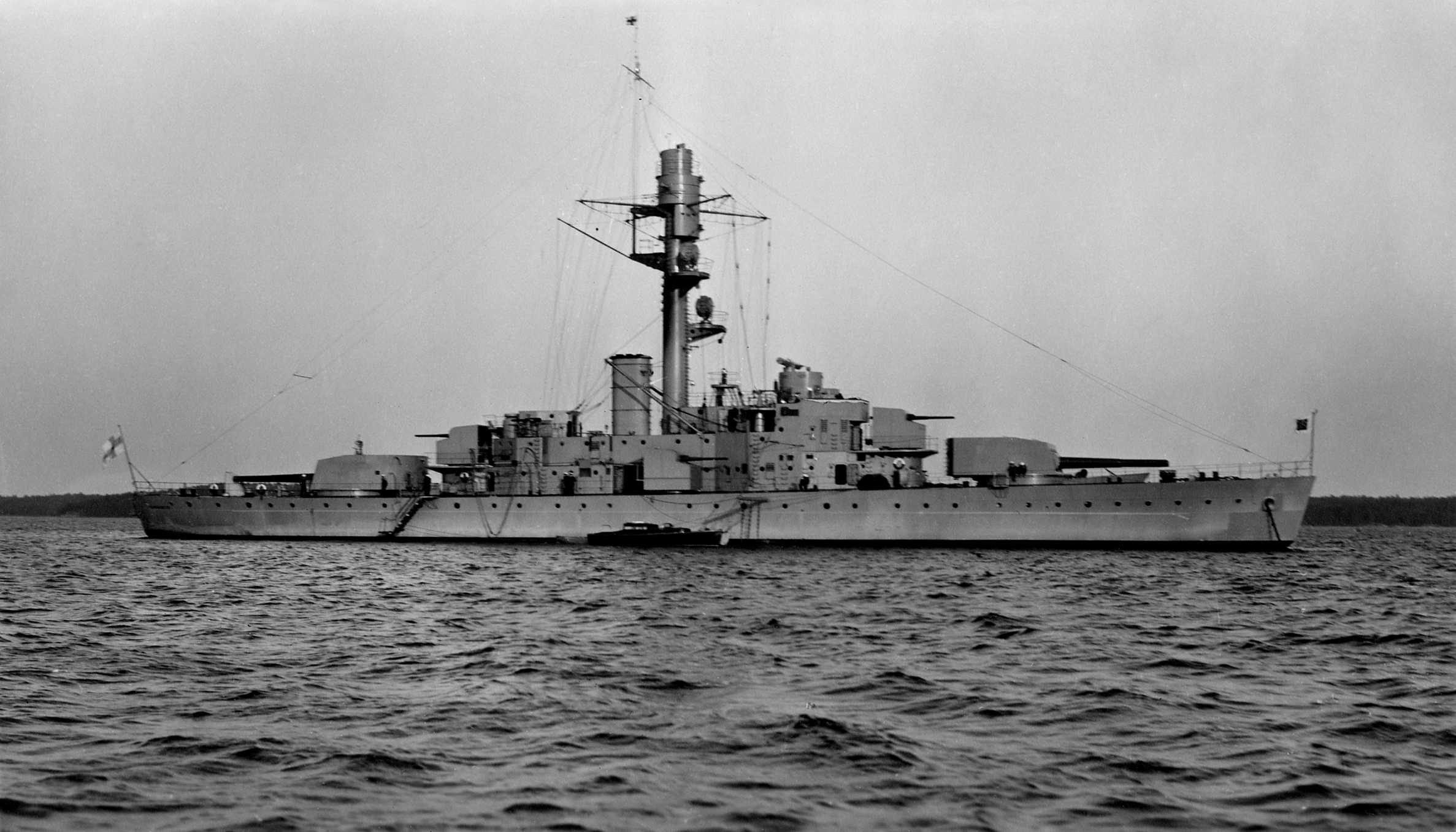
Väinämöinen år 1938.

Den första längre kryssning fartygen genomförde tillsammans var till flottparaden vid Spithead för att delta i festligheterna i samband med kröningen av George VI. De dåliga sjöegenskaperna gav sig dock tillkänna söder om Gotland och Väinämöinen blev tvungen att be om bogserhjälp av det större, svenska pansarskeppet HMS Drottning Victoria. Framme vid Spithead fick fartygen dock mycket beröm för sina smäckra linjer. Många officerare med erfarenhet från Östersjön anmärkte även att designen var perfekt för dessa förhållanden. Det påstås även att någon vid Spithead kommenterade skeppens utseende på följande vis: "Finland är nog ändå en stark sjömakt. Till och med deras fyrskepp har 10-tums kanoner." 

### Vinterkriget
Under Vinterkriget överfördes de två pansarfartygen till Åland för att förhindra en eventuell invasion. När isläget började bli svårt i december överfördes de till Åbo där de med sitt luftvärn bidrog till stadens skydd.

### Fortsättningskriget
I början av Fortsättningskriget var pansarskeppens uppgift att försvara Operation Kappsegling, det vill säga bemanningen av Åland. Fartygen anfölls omedelbart på morgonen den 22 juni 1941. Den 27 juli, 1941 vid Slaget om Bengtskär beordrades fartygen till området för att understödja försvararna. Man misstänkte att sovjetiska jagare fanns i området.
Den enda gång Väinämöinen och Ilmarinen avfyrade sitt svåra artilleri mot en fiende var i början av  Fortsättningskriget under den Röda arméns evakuering av sin bas på Hangö udd. Väinämöinen deltog även i avledningsoperationen Nordwind den 13 december 1941 där systerfartyget sjönk på grund av minor. Väinämöinen fortsatte efter detta med sin uppgift som luftvärnsbatteri och försvarade under flera år Åbo med stor framgång. 1943 flyttades "Avdelning Väinämöinen" som bestod av Väinämöinen, sex VMV-patrullbåtar samt sex motorminsvepare, österut för att inta positioner vid kusten mellan Helsingfors och Kotka. Hon deltog dock inte speciellt aktivt i några krigsoperationer då några tyngre sovjetiska enheter aldrig lämnade Leningrad. Hennes främsta uppgift var att tillsammans med sin avdelning patrullera Finska viken mellan mineringarna "Seeigel" och "Nashorn" samt det tyskfinska ubåtsnätet.
Under storanfallet 1944 satte Sovjetunionen in stora resurser på att sänka Väinämöinen. Man lokaliserade ett stort fartyg i Kotkas hamn och beslöt att anfalla det med 132 bomb- och jaktplan. Fartyget var dock den tyska luftvärnskryssaren Niobe och flygplanen möttes av ett tufft motstånd. Nio flygplan sköts ner innan hon träffades av ytstudsande bomber från två ryska bombplan. Kanonerna fortsatte att skjuta medan fartyget sjönk på grunt vatten. 70 man förlorades.

### Efter krigen
Efter att fortsättningskriget tagit slut beslöts det att Väinämöinen skulle överlämnas som krigsskadestånd till Sovjetunionen. Fartyget lämnades över den 29 maj 1947 till den Röda flottan, där den fick sitt nya namn Vyborg. Fartyget tjänstgjorde i den Röda flottan under sex års tid vid den arrenderade Porkkalabasen.
Vyborg moderniserades under 1950-talet och tjänade under en tid som förläggningsfartyg i Tallinn, men man började förbereda arbetena med att skrota fartyget år 1958. Under denna tid talades det till och med om att återbörda fartyget till Finland. Fartyget skars dock upp med skärbrännare år 1966 vid Leningrads skeppsskrotningsbas. Enligt ryska beräkningar fick man cirka 2 700 ton metallskrot från fartyget.